# Regionalwahl in Ligurien 1995
Die Regionalwahl in Ligurien 1995 fand am 23. April statt; der Regionalrat und der Präsident der Region Ligurien wurden gleichzeitig gewählt.

## Wahlergebnis
| Kandidaten                         | Kandidaten            | Stimmen   | %    | Listen                               | Stimmen | %    | Mandate |
| ---------------------------------- | --------------------- | --------- | ---- | ------------------------------------ | ------- | ---- | ------- |
|                                    | Giancarlo Morigewählt | 445.340   | 42,4 | Partito Democratico della Sinistra   | 290.829 | 30,3 | 14      |
| Popolari                           | Giancarlo Morigewählt | 445.340   | 42,4 | 54.843                               | 5,7     | 3    |         |
| Patto dei Democratici              | Giancarlo Morigewählt | 445.340   | 42,4 | 34.127                               | 3,6     | 1    |         |
| Federazione dei Verdi              | Giancarlo Morigewählt | 445.340   | 42,4 | 28.101                               | 2,9     | 1    |         |
| Patto di Solidarietà               | Giancarlo Morigewählt | 445.340   | 42,4 | 9.040                                | 0,9     | –    |         |
| Federazione Laburista              | Giancarlo Morigewählt | 445.340   | 42,4 | 4.345                                | 0,5     | –    |         |
| Movimento Democratico Indipendente | Giancarlo Morigewählt | 445.340   | 42,4 | 787                                  | 0,1     | –    |         |
| Mandate der Listengruppe           | Giancarlo Morigewählt | 445.340   | 42,4 | –                                    | –       | 8    |         |
| ↳ Gesamt                           | Giancarlo Morigewählt | 445.340   | 42,4 | 422.072                              | 44,0    | 27   |         |
|                                    | Sergio Magliola       | 399.405   | 38,0 | Forza Italia - Il Polo Popolare      | 234.151 | 24,4 | 9       |
| Alleanza Nazionale                 | Sergio Magliola       | 399.405   | 38,0 | 107.557                              | 11,2    | 4    |         |
| Centro Cristiano Democratico       | Sergio Magliola       | 399.405   | 38,0 | 25.447                               | 2,7     | 1    |         |
| ↳ Gesamt                           | Sergio Magliola       | 399.405   | 38,0 | 367.155                              | 38,2    | 14   |         |
|                                    | Giuseppe Tarantino    | 90.550    | 8,6  | Partito della Rifondazione Comunista | 76.507  | 8,0  | 2       |
|                                    | Giacomo Chiappori     | 68.706    | 6,5  | Lega Nord                            | 62.755  | 6,5  | 2       |
|                                    | Elisabetta Fatuzzo    | 25.196    | 2,4  | Partito Pensionati                   | 14.858  | 1,5  | –       |
|                                    | Vittorio Pezzuto      | 17.533    | 1,7  | Lista Pannella - Riformatori         | 14.226  | 1,5  | –       |
|                                    | Bruno Ravera          | 3.468     | 0,3  | Fronte Autonomista                   | 2.396   | 0,2  | –       |
| Gesamt                             | Gesamt                | 1.050.198 | 100  |                                      | 959.969 | 100  | 45      |